# Fernando Millet
Pour les articles homonymes, voir Millet.
Fernando Millet, né en 1956 à Buenos Aires, est un guitariste, concertiste, compositeur, arrangeur et professeur de musique classique argentin.

## Biographie
Fernando Millet est diplômé du conservatoire Juan José Castro de sa ville natale, où il a effectué sa formation musicale avec Jorge Martínez Zárate (de) et Miguel Ángel Girollet (en),.
À partir de 1978, il mène sa carrière internationale de concertiste avec Miguel Garau,.
Fernando Millet est l'invité de festivals et d’orchestres comme l'orchestre d'Istanbul, le English Chamber Orchestra, l'orchestre de Cordoue, dirigé par Léo Brouwer, l'orchestre national de Bordeaux-Aquitaine) et participe à des émissions radio et télévisées (BBC, RTVE, Radio France, TV turque). 
Il se produit notamment au Festival Hall de Londres, au Theater Diligentia (La Haye), à la Salle Pleyel, la Salle Philharmonique de Kiev, le Cemar Reçit Hall (Istanbul), le Grand Théâtre de Bordeaux et l'Olympia,. 
En 1996, Fernando Millet crée son ensemble Langage Tango et commence une carrière de compositeur tout en interprétant sa propre musique ; il enregistre deux disques en 2000 et 2002 avec son ensemble,,. 
Il est également membre fondateur de l’ensemble de tango moderne Riachuelo qui invite plusieurs bandonéonistes de renom tels que Juan José Mosalini, Pablo Mainetti, William Sabatier, Matías Gonzalez.[réf. souhaitée]
Il est régulièrement invité par le Meshouge Klezmer Band et participe à plusieurs concerts avec la chanteuse de jazz Stacey Kent.[réf. souhaitée]
Ses compositions, éditées pour la plupart aux Éditions Henry Lemoine, procèdent, malgré une base classique, d'une filiation typiquement « tanguera »,. Il reçoit un accueil favorable de la presse spécialisée.
Résidant en France depuis 1985, Fernando Millet occupe le poste de directeur au conservatoire municipal de musique et de danse de Périgueux, en Dordogne, après en avoir été professeur.

## Prix
Avec Miguel Garau, il remporte les prix internationaux de  concours de musique de chambre de Buenos Aires, Promociones Musicales et Festival international des jeunes solistes de Bordeaux.

## Discographie
Des œuvres de Fernando Millet ont été enregistrées sur divers labels au sein de récitals ou de disques monographiques chez Chandos Records, Mandala, Pyramid Records et d'autres.
- 1999 : Guitare plus, vol. 33. Argentine, Brésil, Colombie : Milonga Final (février 1999, Mandala MAN 4943) (OCLC 54679487)
- 2002 : Le Langage Tango de Fernando Millet : La Ventana, musique d'Astor Piazzolla, Fernando Millet, Ana Millet et Gérard Plana (Contact Europe)[4] (OCLC 971712212)
- 2004 : La Escapada : Manuel de Falla, Heitor Villa-Lobos, Isaac Albeñiz, Fernando Millet - avec Julien Petit, saxophone ; Vincent Sangare-Balse, piano (Abeille Musique)[6] (OCLC 742990641)